# بيل فولكيس
بيل فولكيس (بالإنجليزية: Bill Foulkes)‏ مواليد 5 يناير 1932 في مرزيسايد، لانكشر، إنجلترا - الوفاة 25 نوفمبر 2013 في مانشستر، كان لاعب كرة قدم إنجليزي كان يلعب كمدافع.

## مرحلة الشباب

### أندية لعب لها
- مانشستر يونايتد

## المسيرة الاحترافية

### أندية لعب لها
- مانشستر يونايتد

## روابط خارجية
- بيل فولكيس على موقع IMDb (الإنجليزية)
- بيل فولكيس على موقع الاتحاد الأوربي (الإنجليزية)
- بيل فولكيس على موقع قاعدة بيانات كرة القدم.إي يو (الإنجليزية)
- بيل فولكيس على موقع ناشيونال فوتبول تيمز (الإنجليزية)
- بيل فولكيس على موقع عالم كرة القدم.نت (الإنجليزية)